# Norops scapularis
Norops scapularis este o specie de șopârle din genul Norops, familia Polychrotidae, descrisă de Boulenger 1908. Conform Catalogue of Life specia Norops scapularis nu are subspecii cunoscute.